# Пефок, Джордан
Джо́рдан Пе́фок (англ. Jordan Pefok, имя при рождении Теозо́н-Жорда́н Сибачо́ (фр. Theoson-Jordan Siebatcheu); род. 26 апреля 1996[…], Вашингтон) — американский футболист, нападающий клуба «Реймс» и сборной США.

## Клубная карьера
Пефок — воспитанник клуба «Реймс». 31 января 2015 года в матче против «Тулузы» он дебютировал за последний в Лиге 1. 9 августа в поединке против «Бордо» Пефок забил свой первый гол за «Реймс». По итогам сезона клуб вылетел из элиты. В начале 2017 года Пефок на правах аренды перешёл в «Шатору». 10 февраля в матче против «Бастии» он дебютировал за новую команду. В этом же поединке Пефок сделал хет-трик, забив свои первые голы за «Шатору». Летом того же года он вернулся в «Реймс» и помог клубу по итогам сезона вернуться в элиту.
Летом 2018 года Пефок перешёл в «Ренн». 26 августа в матче против «Олимпик Марсель» он дебютировал за новый клуб.
13 сентября 2020 года Пефок был отдан в аренду швейцарский «Янг Бойз». За время аренды Джордан забил 15 голов и отдал 4 передачи во всех соревнованиях, после чего, 1 июля 2021 года, «Янг Бойз» воспользовались возможностью выкупа прав на игрока.
Пефок стал лучшим бомбардиром швейцарской Суперлиги в сезоне 2021/2022, забив 22 гола, несмотря на то, что пропустил большую часть мая 2022 года из-за травмы. Он стал первым американцем, выигравшим «Золотую бутсу» в европейской лиге.
30 июня 2022 года Пефок перешёл в берлинский «Унион». Он забил в своём дебютном матче, 1 августа 2022 года, против «Кемницера» в первом раунде Кубка Германии, а затем, 6 августа, забил снова в первом матче Бундеслиги в Берлинском дерби против «Герты».

## Карьера в сборной
Пефок родился в Вашингтоне (США), в камерунской семье и вырос во Франции. В результате он изначально имел право играть на международном уровне за Францию, Камерун или США.
Пефок был впервые вызван в молодёжную сборную Франции в июне 2017 года на два товарищеских матча. В своём дебютном матче он забил гол молодёжной сборной Албании, а также играл против сборной Камеруна до 20 лет.
В июне 2018 года Федерация футбола США пригласила Пефока в тренировочный лагерь сборной на матч против сборной Франции, но он отклонил предложение, сославшись на переход из «Реймса» в «Ренн». 10 марта 2021 года он объявил, что намерен играть за США.
19 марта 2021 года был вызван в сборную США главным тренером Греггом Берхалтером для участия в товарищеских матчах против сборной Ямайки (25 марта 2021) и сборной Северной Ирландии (28 марта 2021). 25 марта 2021 года дебютировал за сборную США в товарищеском матче против сборной Ямайки (4:1), выйдя на замену на 82-й минуте вместо Джоша Сарджента. 28 марта 2021 года впервые вышел на поле в стартовом составе сборной США в выездном товарищеском матче против сборной Северной Ирландии (2:1), но был заменён на 63-й минуте на Дэрила Дике. Свой первый гол за сборную забил 3 июня 2021 года в полуфинальном матче финальной стадия Лиги наций КОНКАКАФ 2021 против сборной Гондураса (1:0), отличившись на 89-й минуте единственным голом в игре.

## Смена имени
Джордан использует фамилию Пефок (девичья фамилия матери) на игровой майке во время игр за сборную США, а также когда выступал за «Янг Бойз», хотя в «Унионе» он стал использовать футболку с надписью «Джордан» на спине. В августе 2021 года он попросил, чтобы его называли Джорданом Пефоком в публичном пространстве и в статистических списках.

## Достижения
«Реймс»
- Победитель Лиги 2: 2017/18

 «Ренн»
- Обладатель Кубка Франции: 2018/19

 «Янг Бойз»
- Победитель Швейцарской Суперлиги: 2020/21[31]

 Сборная США
- Победитель Лиги наций КОНКАКАФ: 2019/20[32]